# Lóriformák

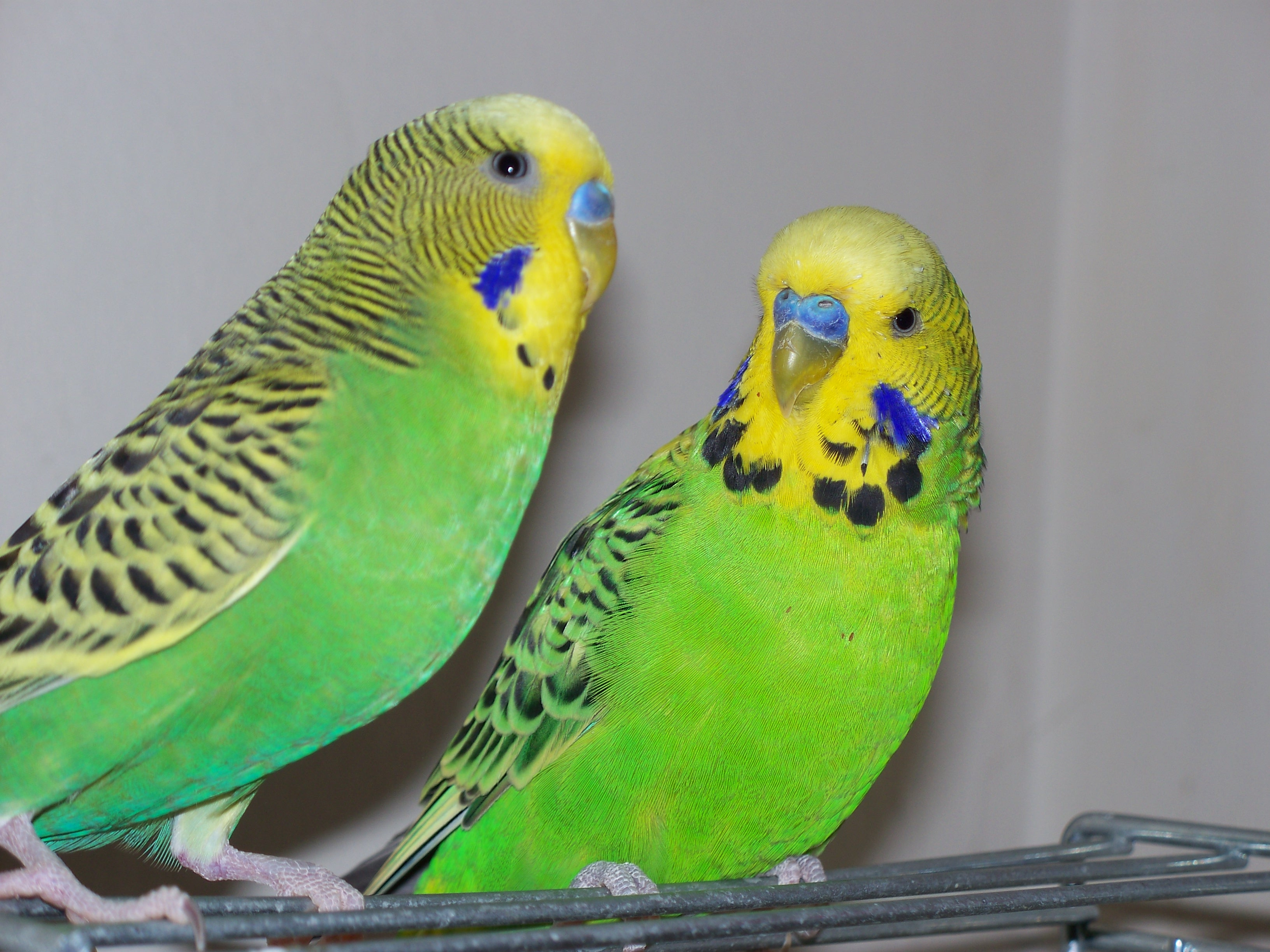
Hullámos papagáj (Melopsittacus undulatus)

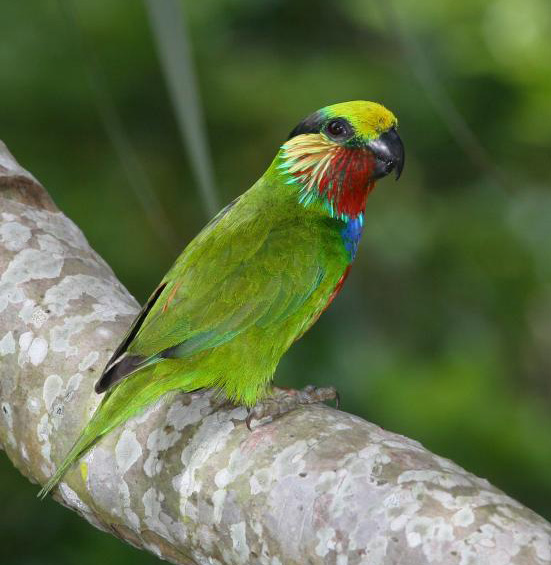
Edwards-fügepapagáj (Psittaculirostris edwardsii)

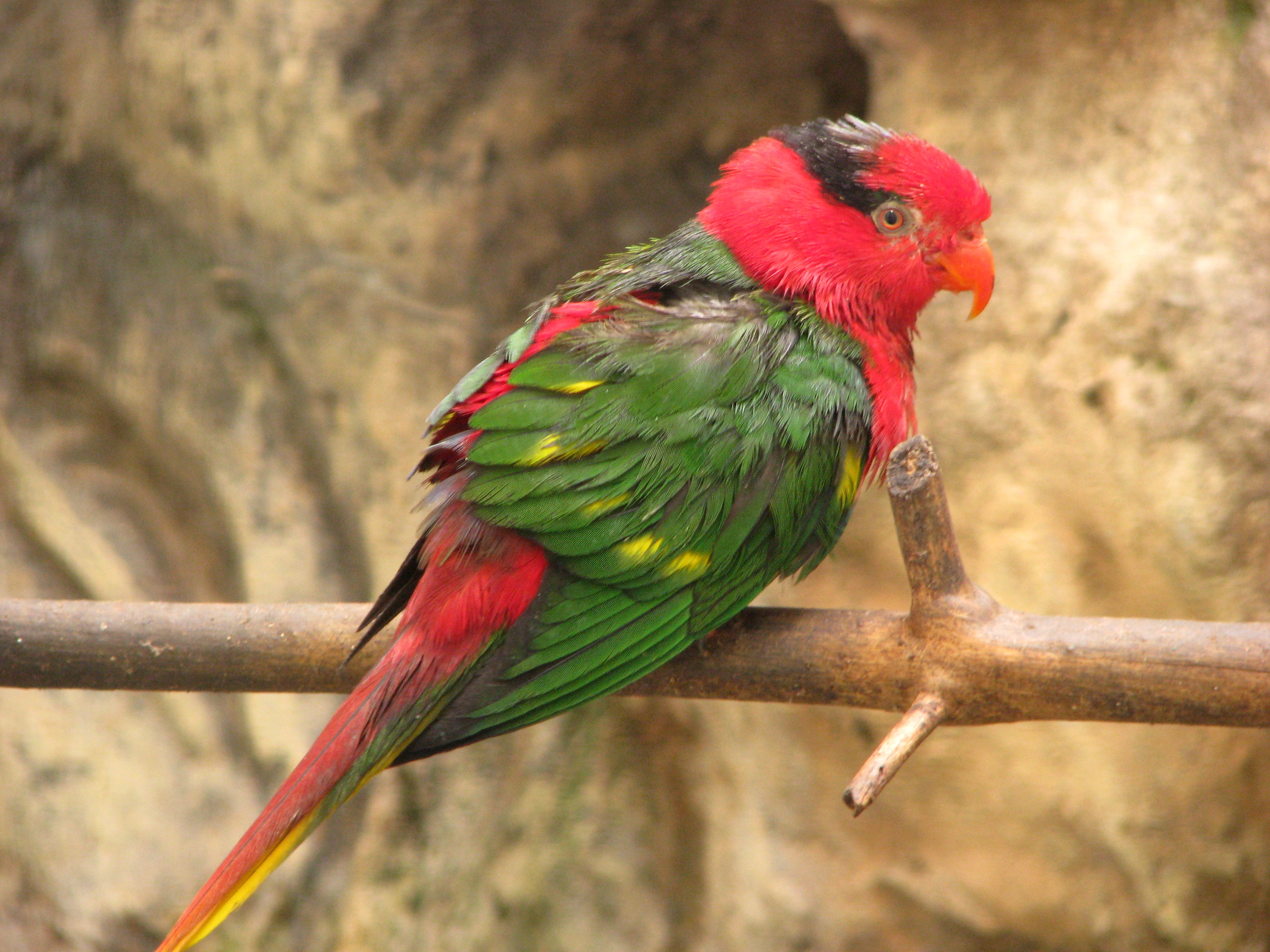
Josefina-pápualóri (Charmosyna josefinae)

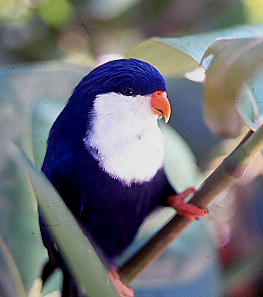
Zafírkék pálmalóri (Vini peruviana)

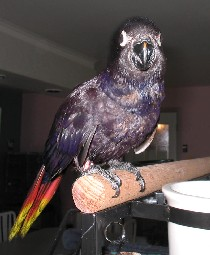
Fekete lóri (Chalcopsitta atra)

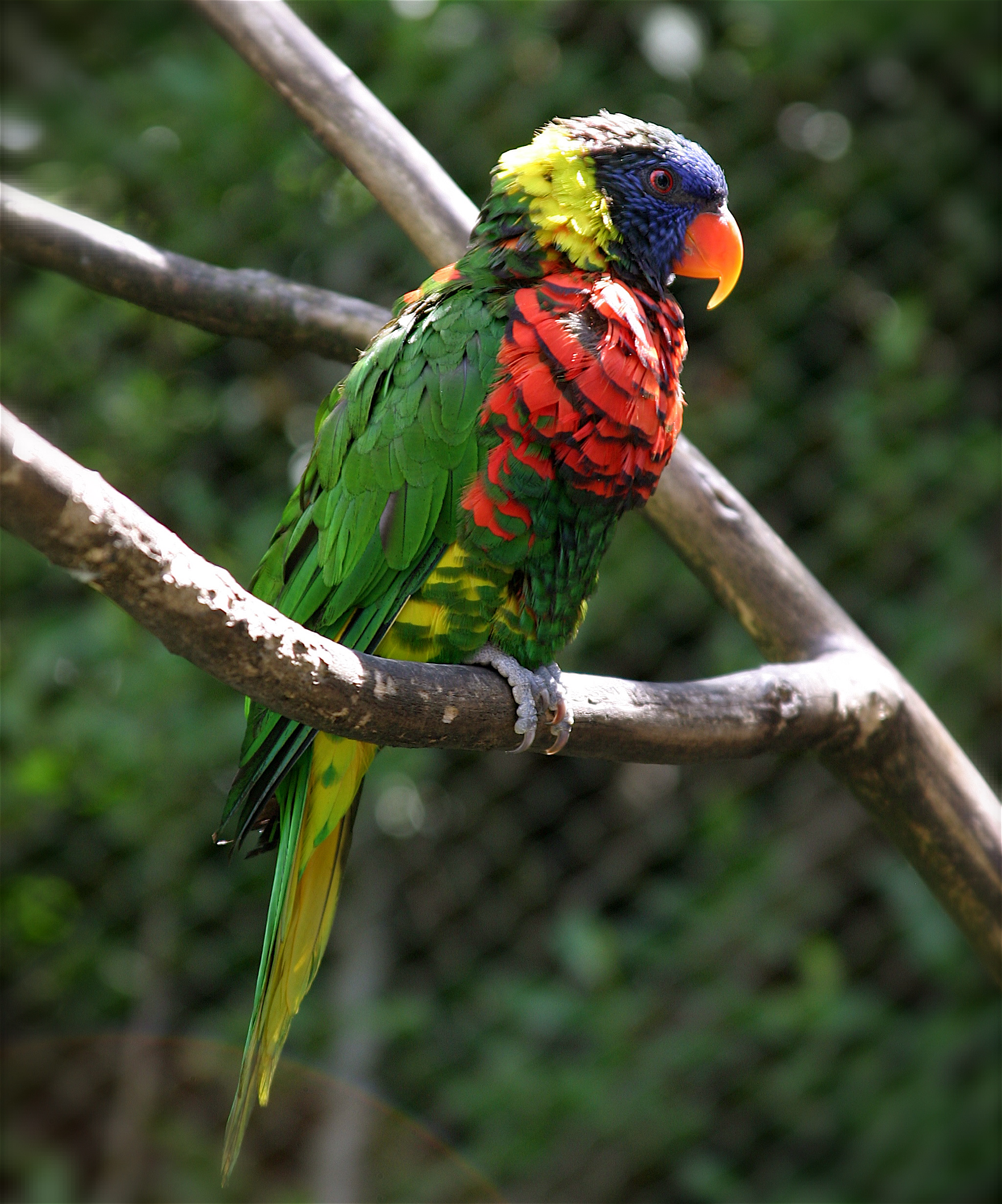
Bíborhasú szivárványlóri (Trichoglossus haematodus)

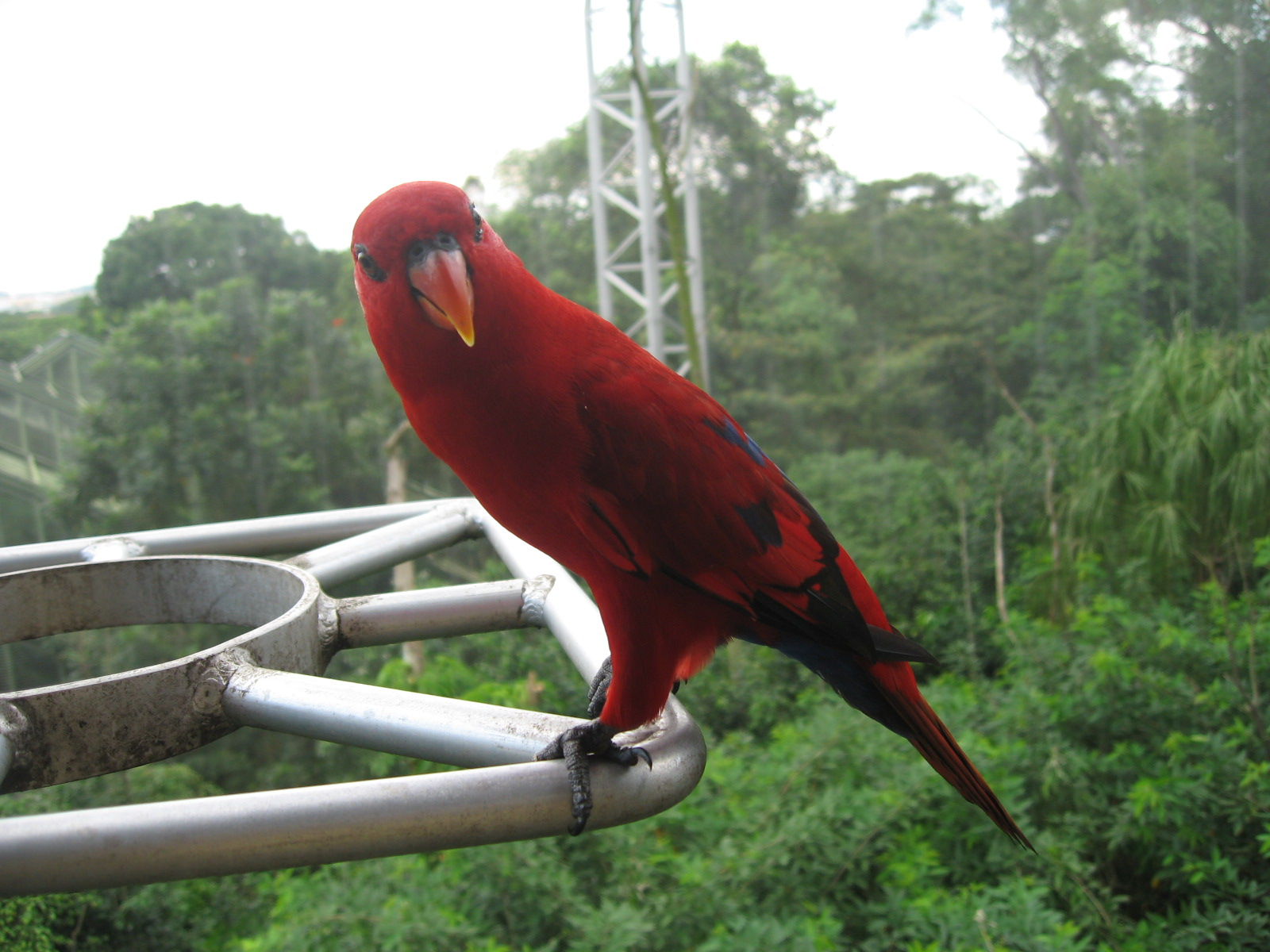
Malukui vöröslóri (Eos bornea)

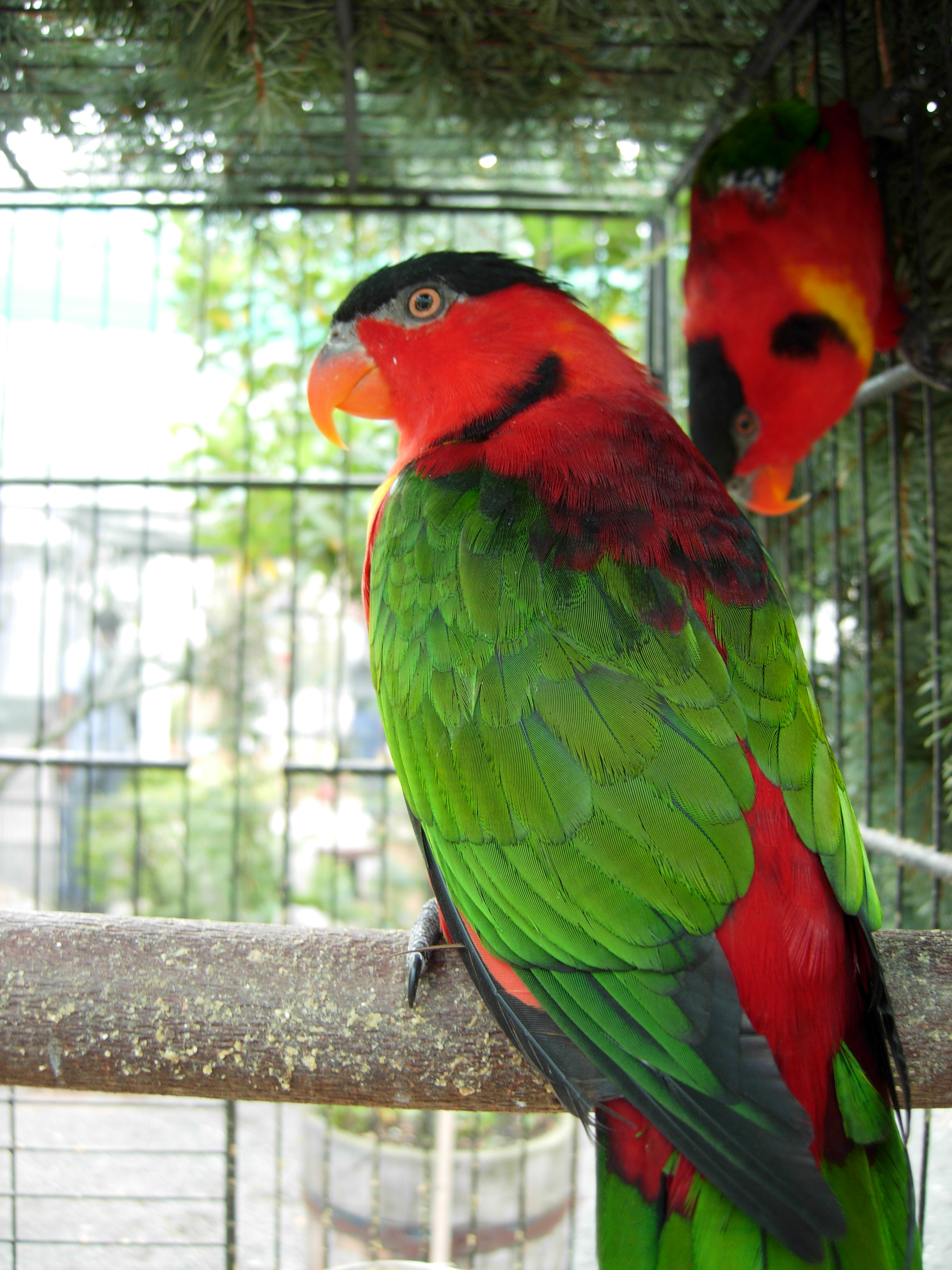
Zöldfarkú lóri (Lorius chlorocercus)

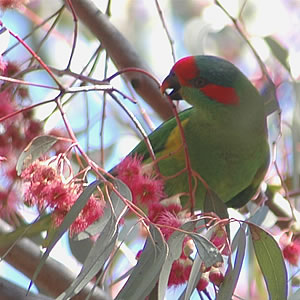
Pézsmalóri (Glossopsitta concinna)

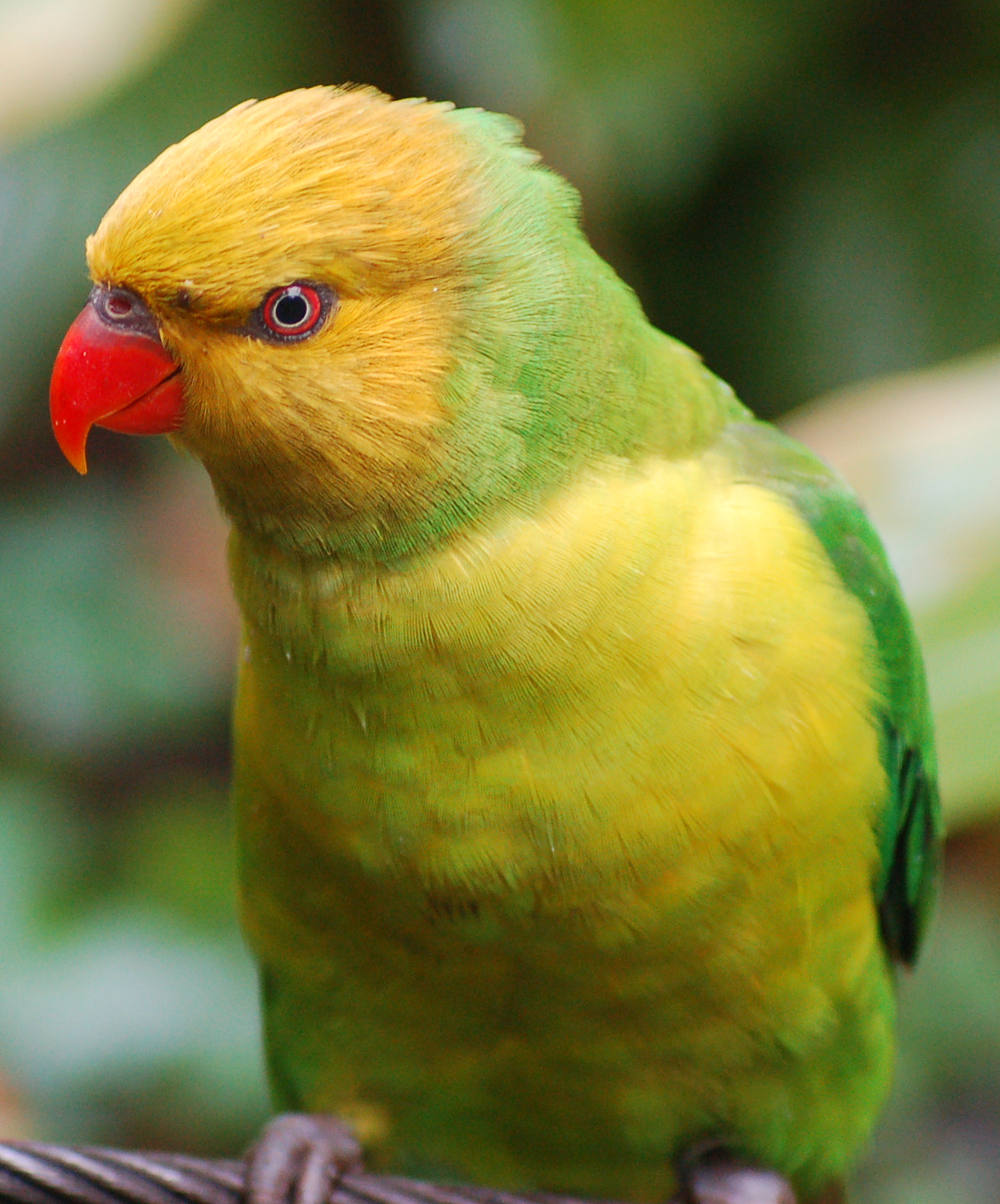
Barnafejű szivárványlóri (Trichoglossus euteles)

A lóriformák (Loriinae) a madarak osztályának papagájalakúak (Psittaciformes) rendjébe tartozó szakállaspapagáj-félék (Psittaculidae) családjához tartozó alcsalád. Összesen három nemzetség, 21 nem és 67 faj tartozik az alcsaládba.

## Származásuk, elterjedésük
Celebesz szigetétől keletre fordulnak elő. Elterjedésük legdélibb pontja Tasmania, legészakibb a Fülöp-szigetekhez tartozó Mindanao. A valódi papagájoknál messzebbre nyomultak be a Csendes-óceán szigetvilágába, egészen a Marquises- és a Pitcairn-szigetekig.
Különösen sok fajuk él Új-Guineában, ahol csak a galléros pálmalóri (Phygis) és a Vini nemnek nincs képviselője.

## Megjelenésük
Kis termetű vagy középnagy papagájok. Toll ruhájuk feltűnően színes, ragyogó. Csőrük többnyire megnyúlt, keskeny, a felső káva felett viaszhártyával. Fogkimetszésük nincs. Nyelvük végén kefeszerű képződmény található. Nyelvük végén lévő szemölcsök hosszúkásak, a táplálék felvételekor felemelkednek, jobbra, balra, illetve fel-le mozgathatóak így az eleség nemcsak hullámszerűen hátra, a nyelőcső felé, hanem a csőrben minden irányban szétpermetez, majd a nyelv végén egyetlen nyalábot alkotva összerendeződik. Csőrük a táplálék aprításában nem vesz részt, és miután zúzájuk alig tartalmaz izmokat, a táplálék gyorsan bejut a viszonylag rövid bélcsatornába.
|  |

## Életmódjuk
Táplálékuk zömmel virágpor és nektár, amit ecsetvégű nyelvükkel gyűjtenek be. Megesznek még egyes gyümölcsöt, magvakat és rügyeket is.

### Szaporodásuk
Faüregekbe készítik fészküket.

## Rendszerezésük
Több korábbi rendszerben a lórifélék (Loriidae) néven különálló családként szerepelt, de a modern molekuláris biológiai alapokon alapuló rendszertani vizsgálatok kimutatták, hogy különálló családként való besorolása nem indokolt.
Legutoljára 2020-ban zajlottak filogenetikai kutatások, mely több taxon helyét rendezték az alcsaládon belül. A magyar névjegyzék is ezeket az eredményeket követi.
Ezek szerint három különálló nemzetségbe (tribusz) csoportosíthatóak a nemek és a fajok. A hullámospapagáj-rokonúak (Melopsittacini) nemzetséget a hullámos papagáj (Melopsittacus undulatus) alkotja egymagában. A fügepapagáj-rokonúak (Cyclopsittini) nemzetségbe két nem tartozik. Végül a korábban is idesorolt - általánosan lóriknak nevezett - madarak alkotják a lórirokonúak (Lorini) nemzetségét.

### Hullámospapagáj-rokonúak(Melopsittacini)
- Melopsittacus (Gould, 1840) – 1 faj
  - Hullámos papagáj (Melopsittacus undulatus)

### Fügepapagáj-rokonúak(Cyclopsittini)
- Cyclopsitta (Reichenbach, 1850) – 6 faj
  - Krémszínű fügepapagáj (Cyclopsitta amabilis)
  - Coxen-fügepapagáj (Cyclopsitta coxeni)
  - Piroshomlokú fügepapagáj (Cyclopsitta diophthalma)
  - Narancsbegyű fügepapagáj (Cyclopsitta gulielmitertii)
  - Kormosarcú fügepapagáj (Cyclopsitta melanogenia)
  - Feketehomlokú fügepapagáj (Cyclopsitta nigrifrons)

- Psittaculirostris (J.E. Gray & G. R.Gray, 1859) – 5 faj
  - Pirosarcú fügepapagáj (Psittaculirostris cervicalis), korábban Psittaculirostris desmarestii cervicalis
  - Nagy fügepapagáj (Psittaculirostris desmarestii)
  - Edwards-fügepapagáj (Psittaculirostris edwardsii)
  - Godman-fügepapagáj (Psittaculirostris godmani), korábban Psittaculirostris desmarestii godmani
  - Szakállas fügepapagáj (Psittaculirostris salvadorii)

### Lórirokonúak(Lorini)
A 2020-ban zajlottak filogenetikai kutatások, több taxon helyét rendezték az alcsaládon belül. Főleg ebben a nemzetségben történtek jelentős változások a vizsgálatok során. Számos új nemet különítettek el - részben régebben már használt nemeket élesztettek újra, részben új nemeket hoztak létre - és a meglevő nemeken belül is soroltak át fajokat egyik nemből a másikba.
- Oreopsittacus (Salvadori, 1877) – 1 faj
  - Arfak-lóri (Oreopsittacus arfaki)

- Charminetta (Iredale, 1956) – 1 faj
  - Vilma-lóri (Charminetta wilhelminae), korábban Charmosyna wilhelminae vagy Glossopsitta wilhelminae

- Hypocharmosyna (Salvadori, 1891) – 2 faj
  - Pirostorkú lóri (Hypocharmosyna placentis), korábban Charmosyna placentis vagy Glossopsitta placentis
  - Pirosfoltos lóri (Hypocharmosyna rubronotata), korábban Charmosyna rubronotata vagy Glossopsitta rubronotata

- Charmosynopsis (Salvadori, 1877) – 2 faj
  - Tündérlóri (Charmosynopsis pulchella), korábban Charmosyna pulchella vagy Glossopsitta pulchella
  - Toxopeus-lóri (Charmosynopsis toxopei), korábban Charmosyna toxopei vagy Glossopsitta toxopei

- Synorhacma (Joseph et al, 2020) – 1 faj
  - Sokcsíkú lóri (Synorhacma multistriata), korábban Charmosyna multistriata vagy Glossopsitta multistriata

- Charmosyna (Wagler, 1832) – 3 faj
  - Josefina-pápualóri (Charmosyna josefinae)
  - Nyársfarkú pápualóri (Charmosyna papou)
  - † Szamoa-pápualóri (Charmosyna samoensis)
  - Stella-pápualóri (Charmosyna stellae), korábban Charmosyna papou stellae

- Charmosynoides (Joseph et al, 2020) – 1 faj
  - Margit-lóri (Charmosynoides margarethae), korábban Charmosyna margarethae vagy Glossopsitta margarethae

- Vini (Lesson, 1833) – 11 élő és 2 kihalt faj
  - Pirostorkú pálmalóri (Vini amabilis vagy Charmosyna amabilis)
  - Kéksapkás pálmalóri (Vini australis)
  - † Kaledón pálmalóri (Vini diadema vagy Charmosyna diadema) – feltehetően kihalt
  - Piroshasú pálmalóri (Vini kuhlii)
  - Piroscsőrű pálmalóri (Vini meeki vagy Charmosyna meeki)
  - Smaragdzöld pálmalóri (Vini palmarum vagy Charmosyna palmarum)
  - Zafírkék pálmalóri (Vini peruviana)
  - Pirosállú pálmalóri (Vini rubrigularis vagy Charmosyna rubrigularis)
  - † Sinotoi pálmalóri (Vini sinotoi) – Hipotetikus faj, csak leírásból ismert
  - Galléros pálmalóri (Vini solitaria vagy Phigys solitarius)
  - Henderson-szigeti pálmalóri (Vini stepheni)
  - Tengerkék pálmalóri (Vini ultramarina)
  - † Marquesas-szigeteki pálmalóri (Vini vidivici) – 700-1300 évvel ezelőtt irtották ki az otthonukat jelentő szigetekre betelepült polinézek.

- Neopsittacus (Salvadori, 1875) – 2 faj
  - Sárgacsőrű lóri (Neopsittacus musschenbroekii)
  - Narancscsőrű lóri (Neopsittacus pullicauda)

- Lorius (Boddaert, 1783) – 6 faj
  - Fehértarkójú lóri (Lorius albidinucha)
  - Zöldfarkú lóri (Lorius chlorocercus)
  - Feketefejű lóri (Lorius domicella)
  - Lármás lóri (Lorius garrulus)
  - Bíborhasú lóri (Lorius hypoinochrous)
  - Asszonylóri (Lorius lory)

- Psitteuteles (Bonaparte, 1854) – 1 faj
  - Tarka lóri (Psitteuteles versicolor), korábban Trichoglossus versicolor

- Parvipsitta (Mathews, 1916) – 2 faj
  - Bíborsapkás törpelóri (Parvipsitta porphyrocephala), korábban Glossopsitta porphyrocephala
  - Pirosarcú törpelóri (Parvipsitta pusilla), korábban Glossopsitta pusilla

- Pseudeos (Peters, 1935) – 2 faj
  - Kardinális lóri (Pseudeos cardinalis), korábban Chalcopsitta cardinalis
  - Fehérderekú lóri (Pseudeos fuscata)

- Chalcopsitta (Bonaparte, 1850) – 3 faj
  - Fekete lóri (Chalcopsitta atra), korábban gyászlóri
  - Barna lóri (Chalcopsitta duivenbodei)
  - Csillámló lóri (Chalcopsitta scintillata)

- Glossoptilus (Hartert, 1896) – 1 faj
  - Ibolyalóri (Glossoptilus goldiei), korábban Psitteuteles goldiei vagy Trichoglossus goldiei

- Glossopsitta (Bonaparte, 1854) – 1 faj
  - Pézsmalóri (Glossopsitta concinna)

- Saudareos (Joseph et al., 2020) – 5 faj
  - Sula-szigeteki lóri (Saudareos flavoviridis), korábban Trichoglossus flavoviridis
  - Íriszlóri (Saudareos iris), korábban Psitteuteles iris vagy Trichoglossus iris
  - Mindanaói lóri (Saudareos johnstoniae), korábban Trichoglossus johnstoniae
  - Meyer-lóri (Saudareos meyeri), korábban Trichoglossus meyeri - a sula-szigeteki lórival közös fajba sorolták korábban
  - Ékes lóri (Saudareos ornata), korábban Trichoglossus ornatus

- Eos (Wagler, 1832) – 6 faj
  - Malukui vöröslóri (Eos bornea)
  - Kékfülű vöröslóri (Eos cyanogenia)
  - Koronás vöröslóri (Eos histrio)
  - Kékcsíkos vöröslóri (Eos reticulata)
  - Félmaszkos vöröslóri (Eos semilarvata)
  - Csuklyás vöröslóri (Eos squamata)

- Trichoglossus – 10 faj
  - Sárgabegyű szivárványlóri (Trichoglossus capistratus)
  - Pikkelyesbegyű szivárványlóri (Trichoglossus chlorolepidotus)
  - Barnafejű szivárványlóri (Trichoglossus euteles)
  - Skarlátbegyű szivárványlóri (Trichoglossus forsteni)
  - Bíborhasú szivárványlóri (Trichoglossus haematodus), korábban sokszínű lóri
  - Malukui szivárványlóri (Trichoglossus moluccanus)
  - Biak-szigeti szivárványlóri (Trichoglossus rosenbergii)
  - Bíboros szivárványlóri (Trichoglossus rubiginosus), korábban meggyszínű lóri
  - Pirosörvös szivárványlóri (Trichoglossus rubritorquis), korábban Trichoglossus haematodus rubritorquis
  - Floresi szivárványlóri (Trichoglossus weberi)

## Képek

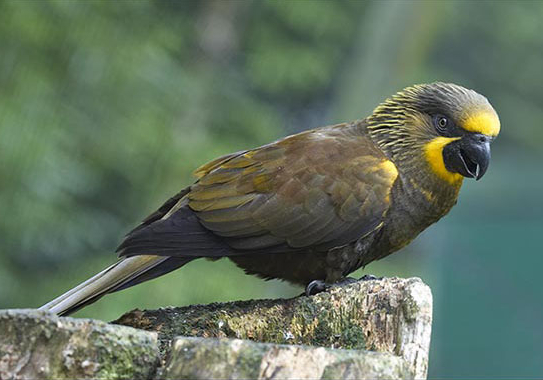
Barna lóri (Calcopsitta duivenbodei)
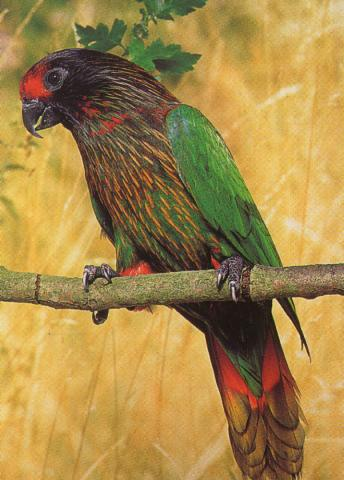
Csillámló lóri (Chalcopsitta sintillata)
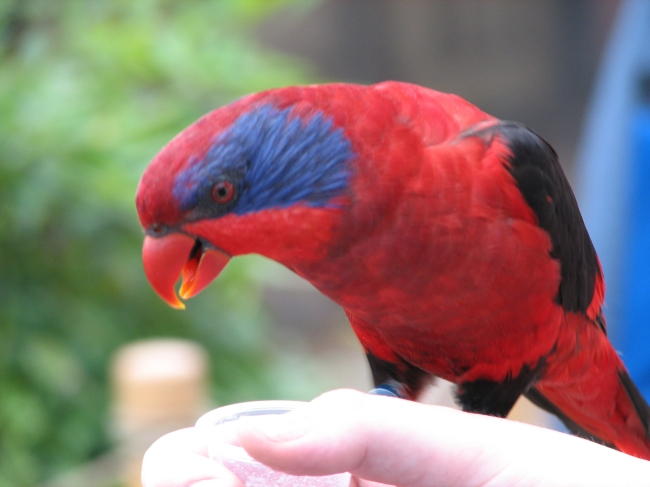
Kékfülű vöröslóri (Eos cyanogenia)
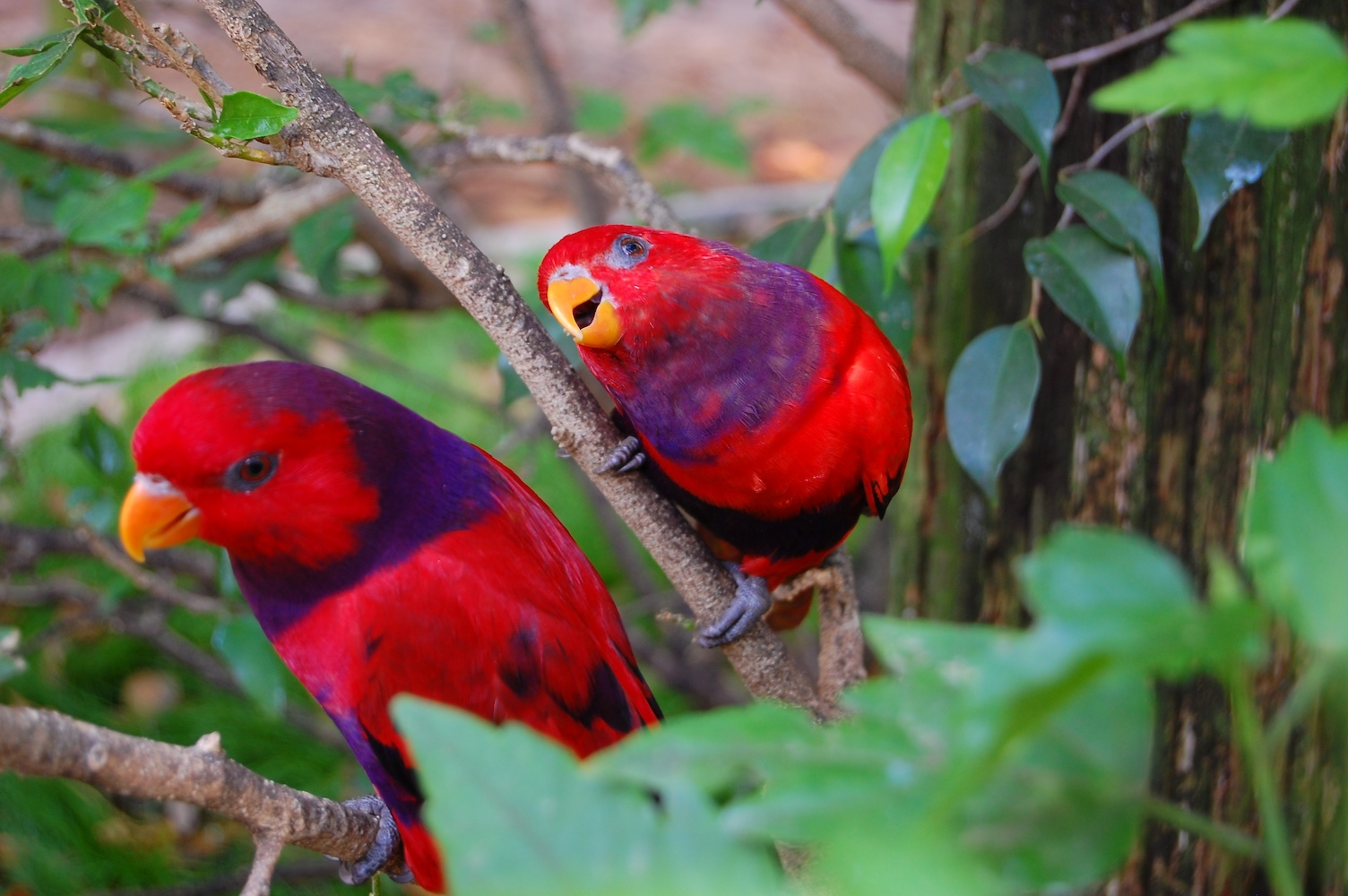
Csuklyás vöröslóri (Eos squamata)
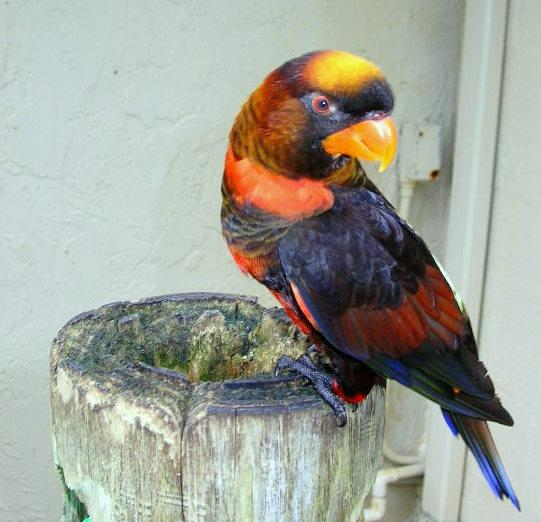
Fehérderekú lóri (Pseudeos fuscata)
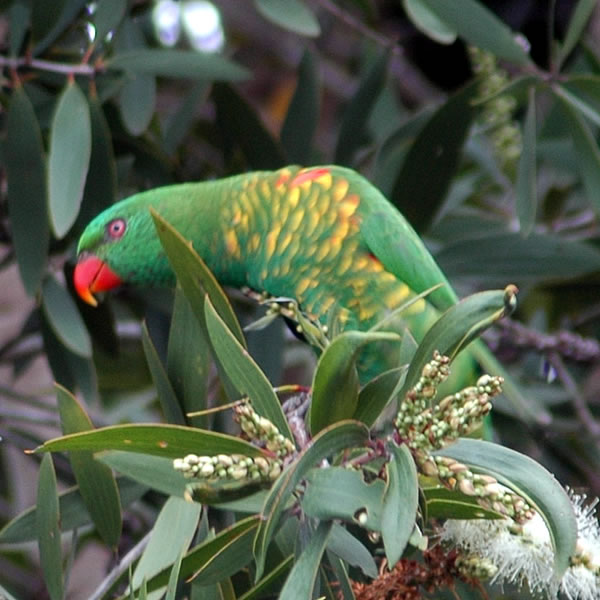
Pikkelyesbegyű szivárványlóri (Trichoglossus chlorolepidotus)
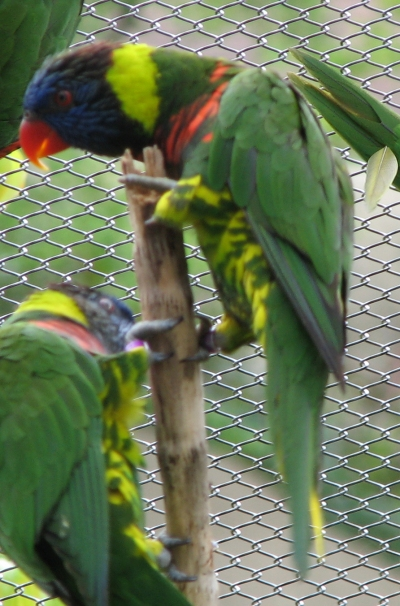
Bíborhasú szivárványlóri (Trichoglossus haematodus)
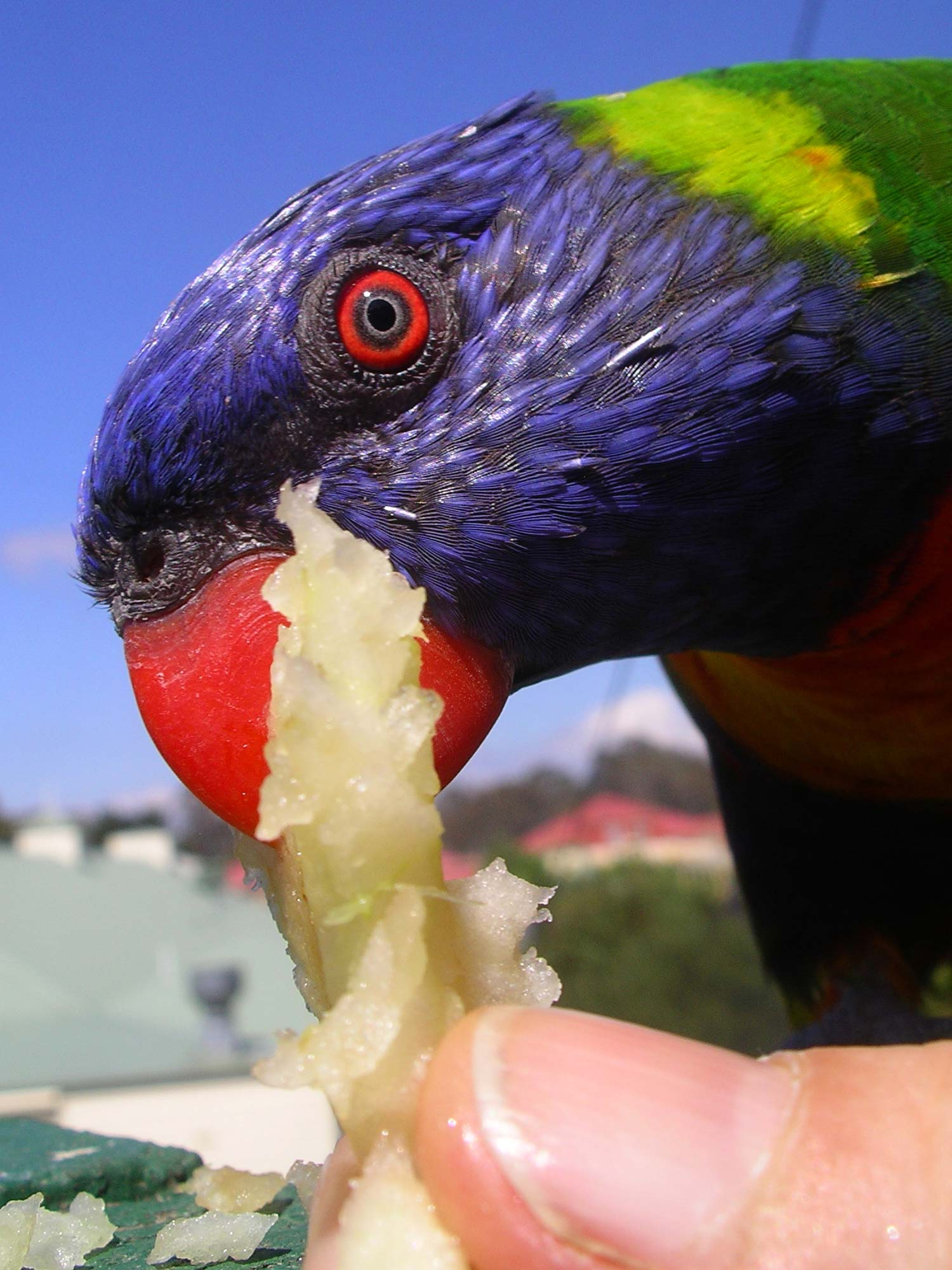
Bíborhasú szivárványlóri portré
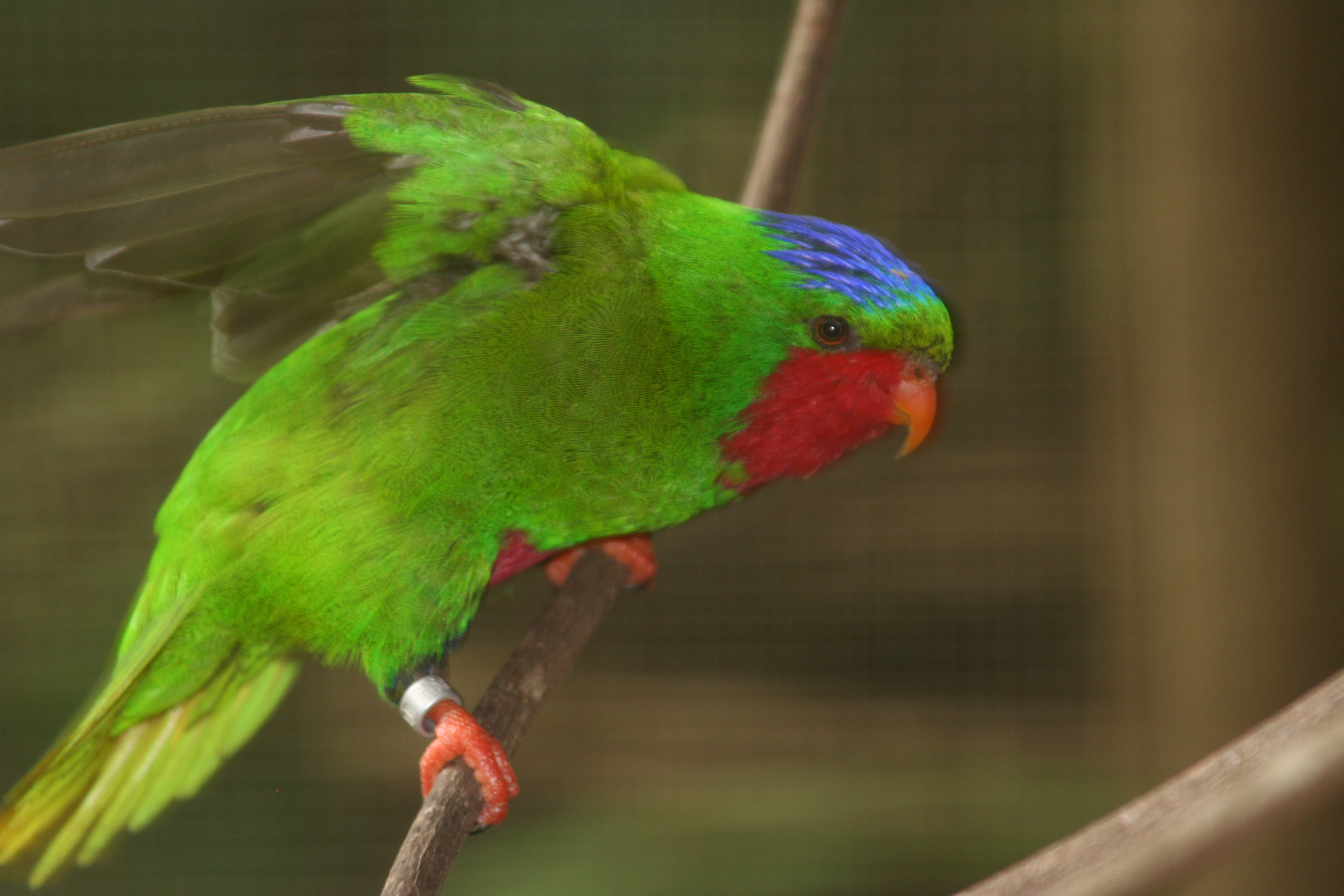
Kéksapkás pálmalóri (Vini australis)
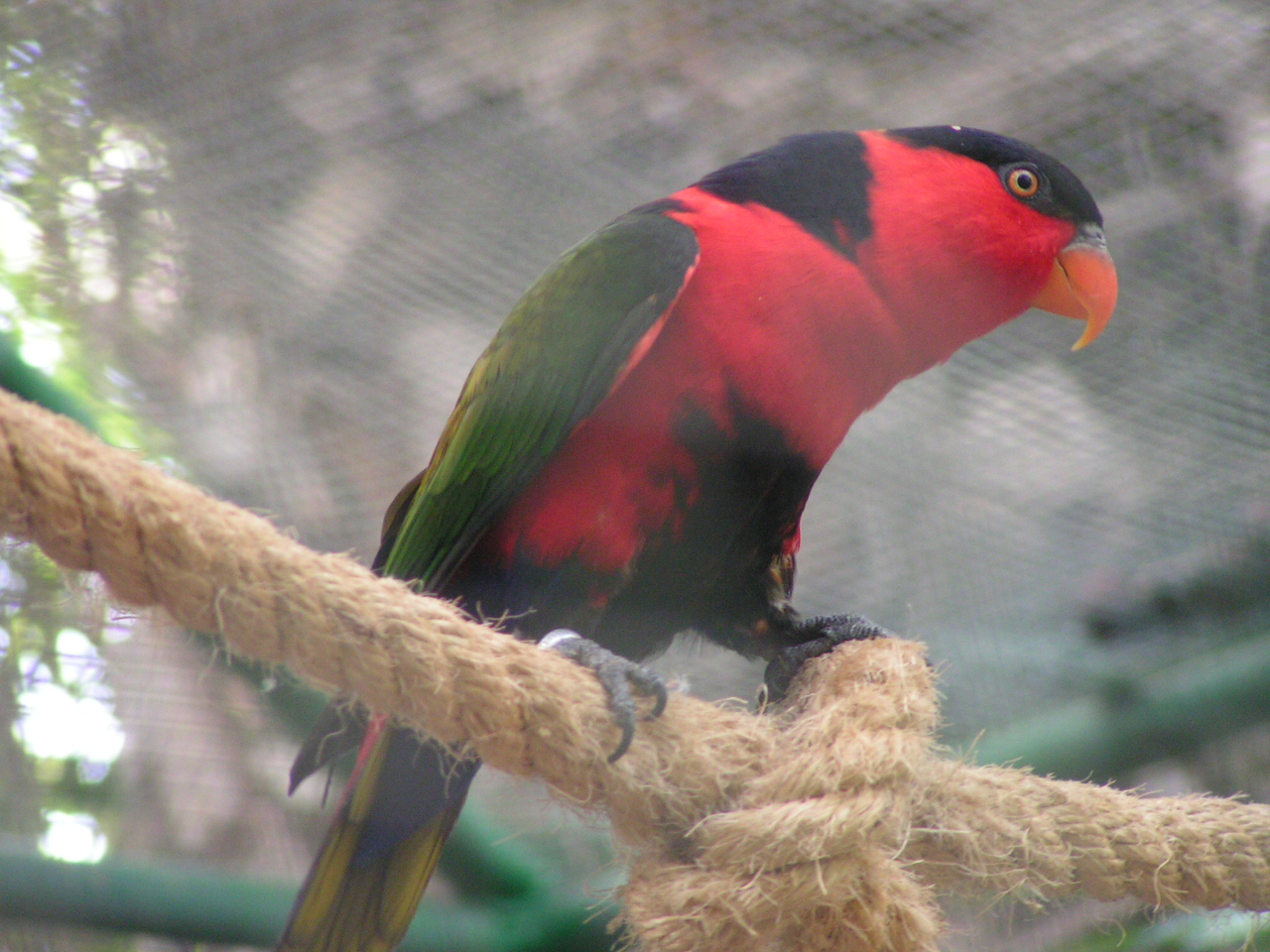
Asszonylóri (Lorius lory)
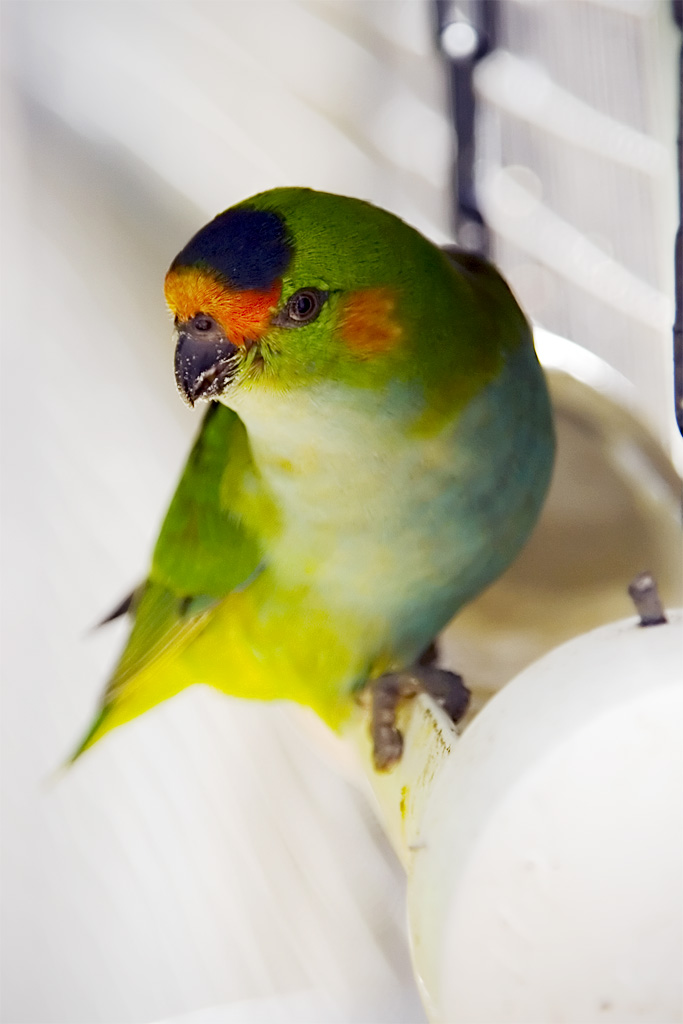
Bíborsapkás törpelóri (Glossopsitta porphyrocephala)